# Wolfina
Wolfina — рід грибів. Назва вперше опублікована 1968 року.

## Класифікація
До роду Wolfina відносять 4 види:
- Wolfina aurantiopsis
- Wolfina aurantiopsis
- Wolfina oblongispora
- Wolfina papuana